# Кампече (місто)
Кампече, Ахк`іін Печ (ісп. Campeche, юкатекська: Ahk'ìin Pech) — місто в Мексиці, столиця штату Кампече, розташоване на узбережжі Мексиканської затоки. Населення міста станом на 2005 рік становило 211 671 мешканців, муніципалітет, центром якого є місто, нараховував 238 850 мешканців.
Місто Кампече було засноване в 1540 році іспанськими конкістадорами на місті стародавнього міста мая Канпеч (Canpech або Kimpech). Ці місто на момент прибуття іспанців мало близько 3 тис. будинків та багато монументальних споруд, від яких практично нічого не залишилося. Зараз місто зберігає багато фортифікаційних споруд колоніального періоду, що захищали місто (хоча і не завжди успішно) від піратів. Добрий стан споруд та їх арітектурна цінність забезпечили місту занесення до списку Світової спадщини в 1999 році.

## Укріплення міста
Через постійні атаки міста англійськими та голландськими піратами, такими як Френсіс Дрейк, Джон Гокінс, Лоран де Графф, Корнеліус Холс, Джакобо Джексон, Дан Лафіт, Франсіско де Граммонт, Бартоломеу Португез, Вільям Паркер, Франсіско Нау, Едвард Мансвелт, Генрі Морган, Льюіс Скот, Рок Бразиліано та Мішель де Граммон впродовж близько 160 років, уряд колонії наказав будівництво укріплень, яке розпочалося в 1686 році. Об'єднання та зміцнення стін, що оточували місто, було доручено французкому інженеру Луї Бугару де Бекуру. Після завершення, стіни міста мало 2560 м завдовжки, формуючи неправильний шестикутний навколо центральної частини міста, з восьмома бастіонами на всіх кутах. Ці бастіони зараз виконують різні функції:
- Сант'яґо (Santiago): Ботанічний сад Смучальтун (Xmuch´haltún)
- Сан-Педро (San Pedro): Колишня в'язниця
- Сан-Франсіско (San Francisco): Бібліотека INAH
- Сан-Хуан (San Juan)
- Санта-Роса (Santa Rosa)
- Сан-Карлос (San Carlos): Музей міста, перший з бастіонів, з боку моря
- Наша Богородиця де-ла-Соледад (Nuestra Señora de la Soledad): Музей історії, найбільший бастіон, з боку моря.

Також укріплення включають чотири брами, що ведуть до центральної частини міста. Головними брамами є «Наземні ворота» (Puerta de la tierra, збудовані в 1732 році) і «Морські ворота» (Puerta del mar). Перша брама зараз є відомою туристочною пам'яткою.
Також укрімлення містять форти на пагорбах біля міста, Сан-Хоче-ель-Альто (San José el Alto, 1762) і Сан-Міґель (San Miguel). Ці форти мали важке артилерійське озброєння та надавали добрий оглад околиць міста. Обидва форти зараз є музеями, форт Сан-Міґель містить колекцію доіспанського мистецтва, форт Сан-Хосе містить колекцію зброї колоніального періоду.

## Історія
Кампече був головним портом Юкатану до середини XIX століття, коли його місце зайняли міста Сісаль, а потім Проґресо. Історично це було друге за розміром місто півострова (після Мериди) до кінця 20 століття, до розвитку штату Кінтана-Роо.
Кладовища Кампече, знайдені в 2006 році, вказують, що работоргівля почалася тут скоро після завоювання Кортесом ацтеків і мая.

## Галерея

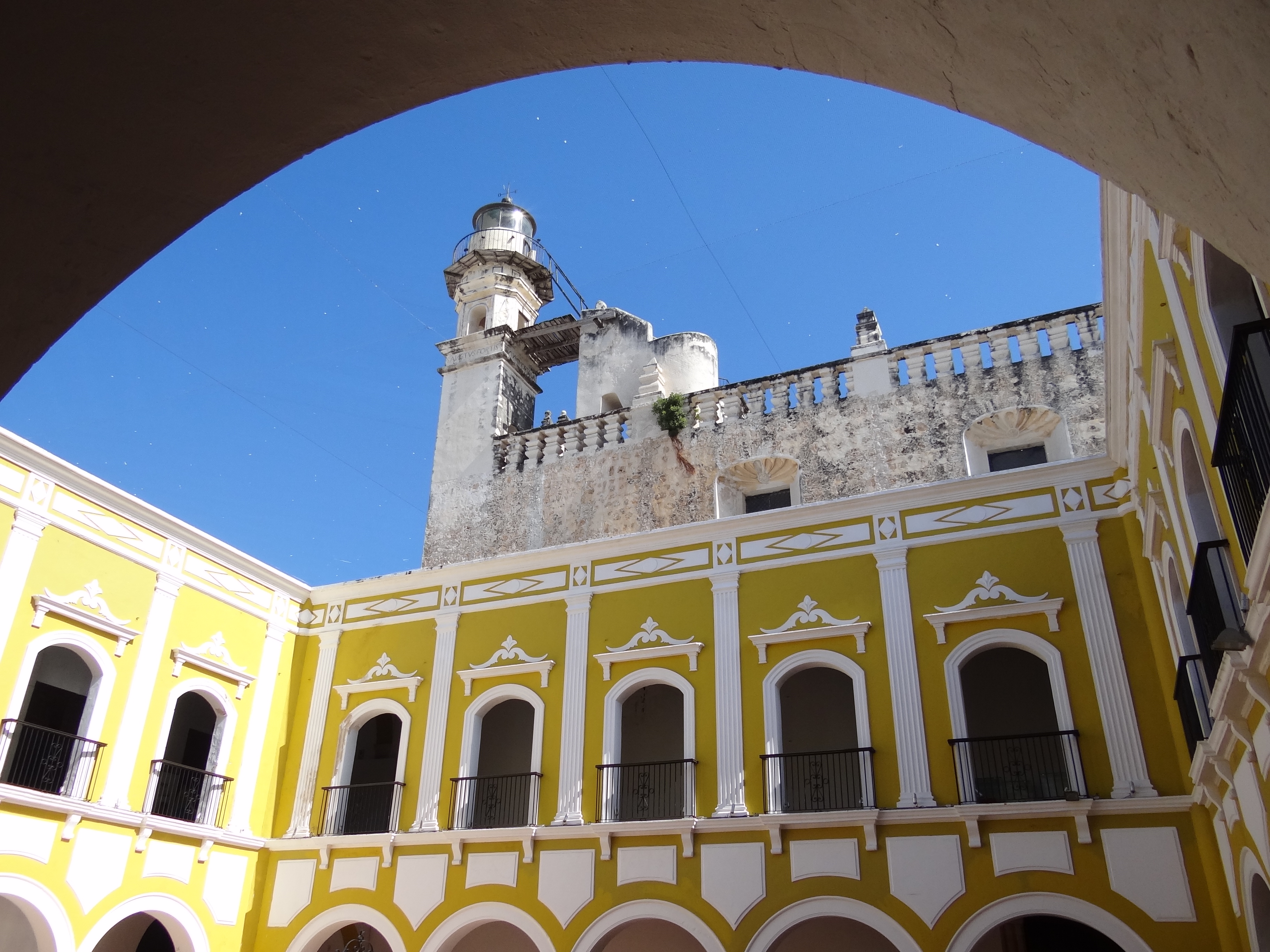
Інститут Кампече
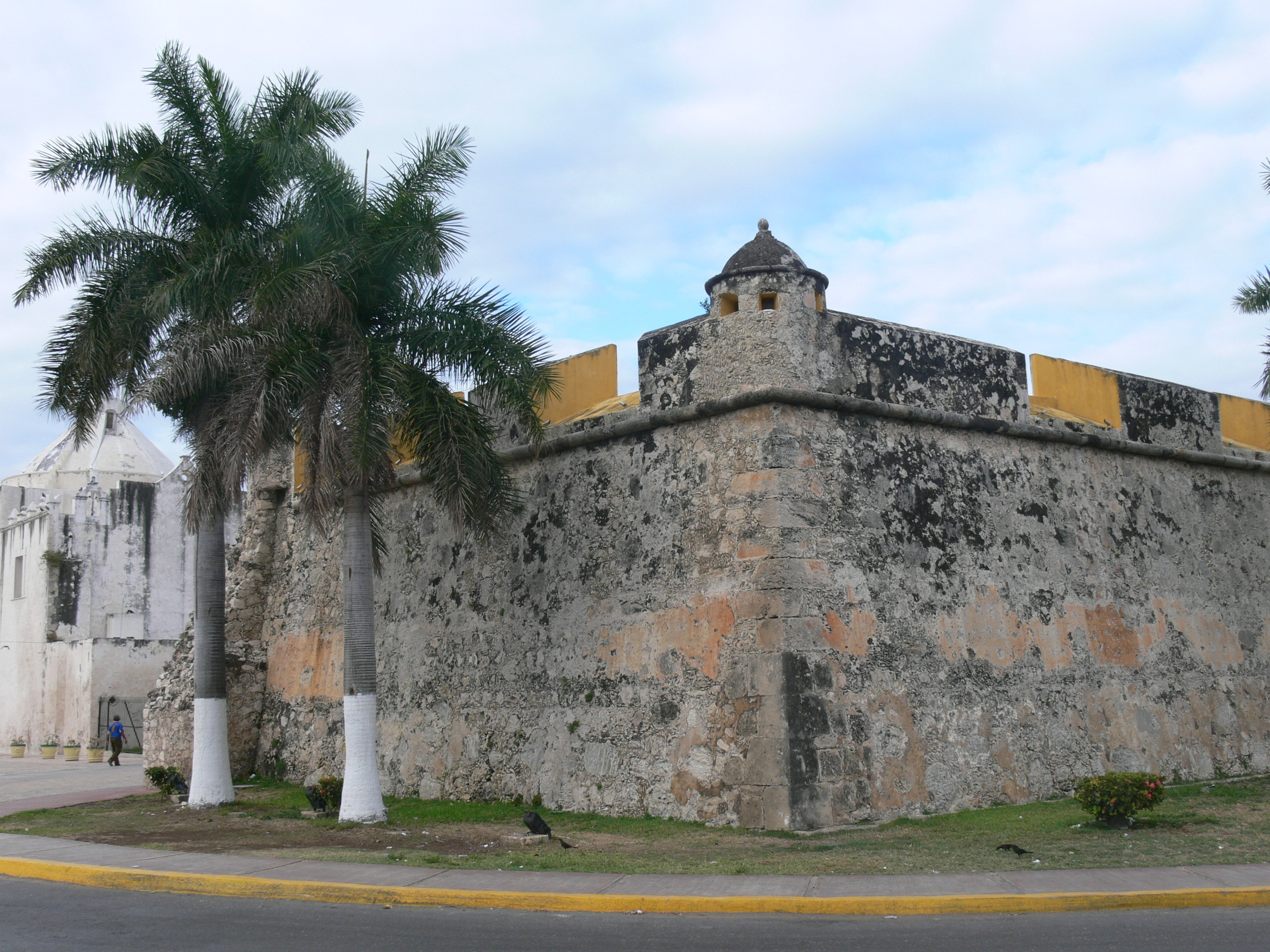
Бастіон Сан-Педро
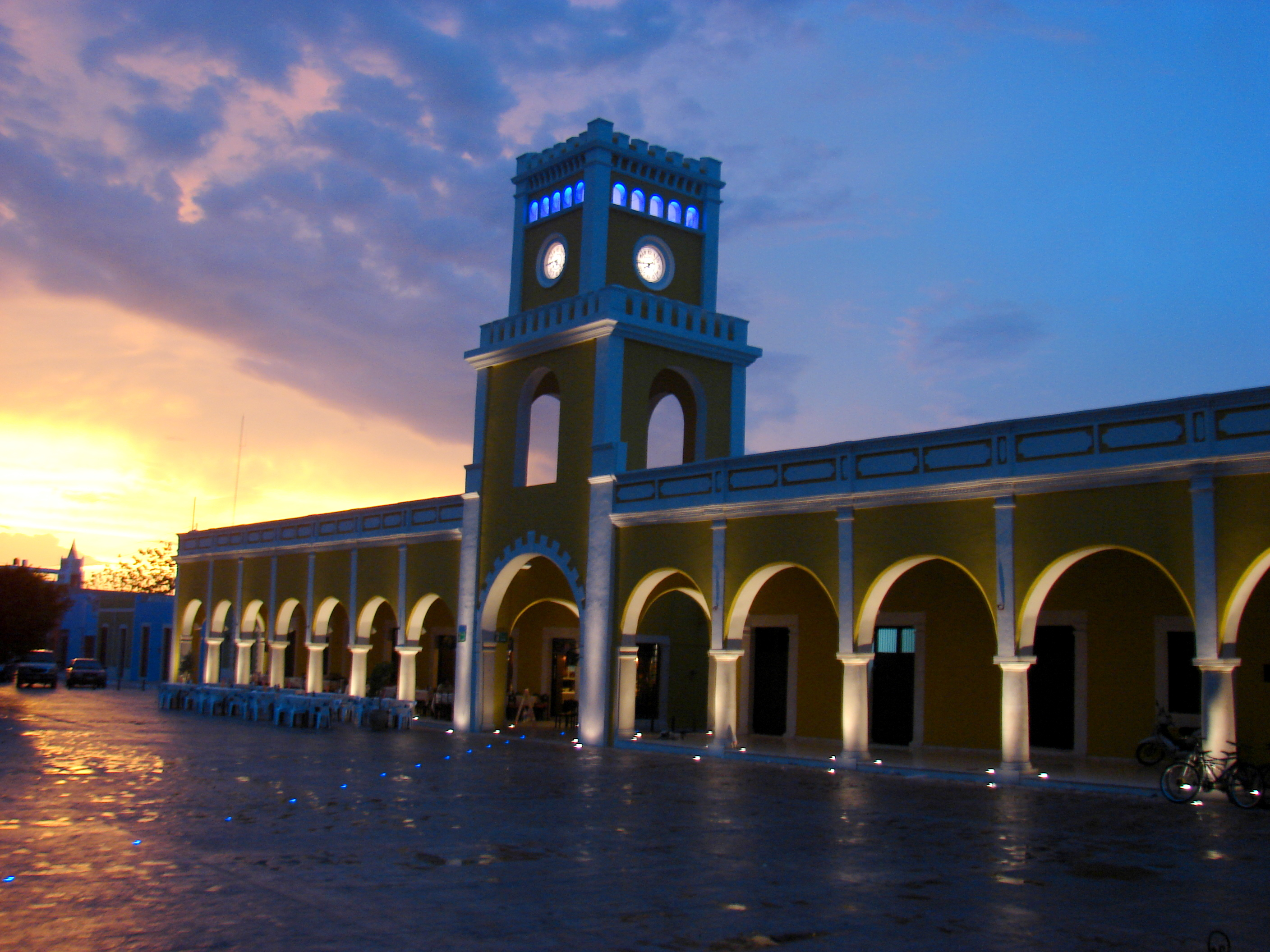
Портали Сан-Франсіско
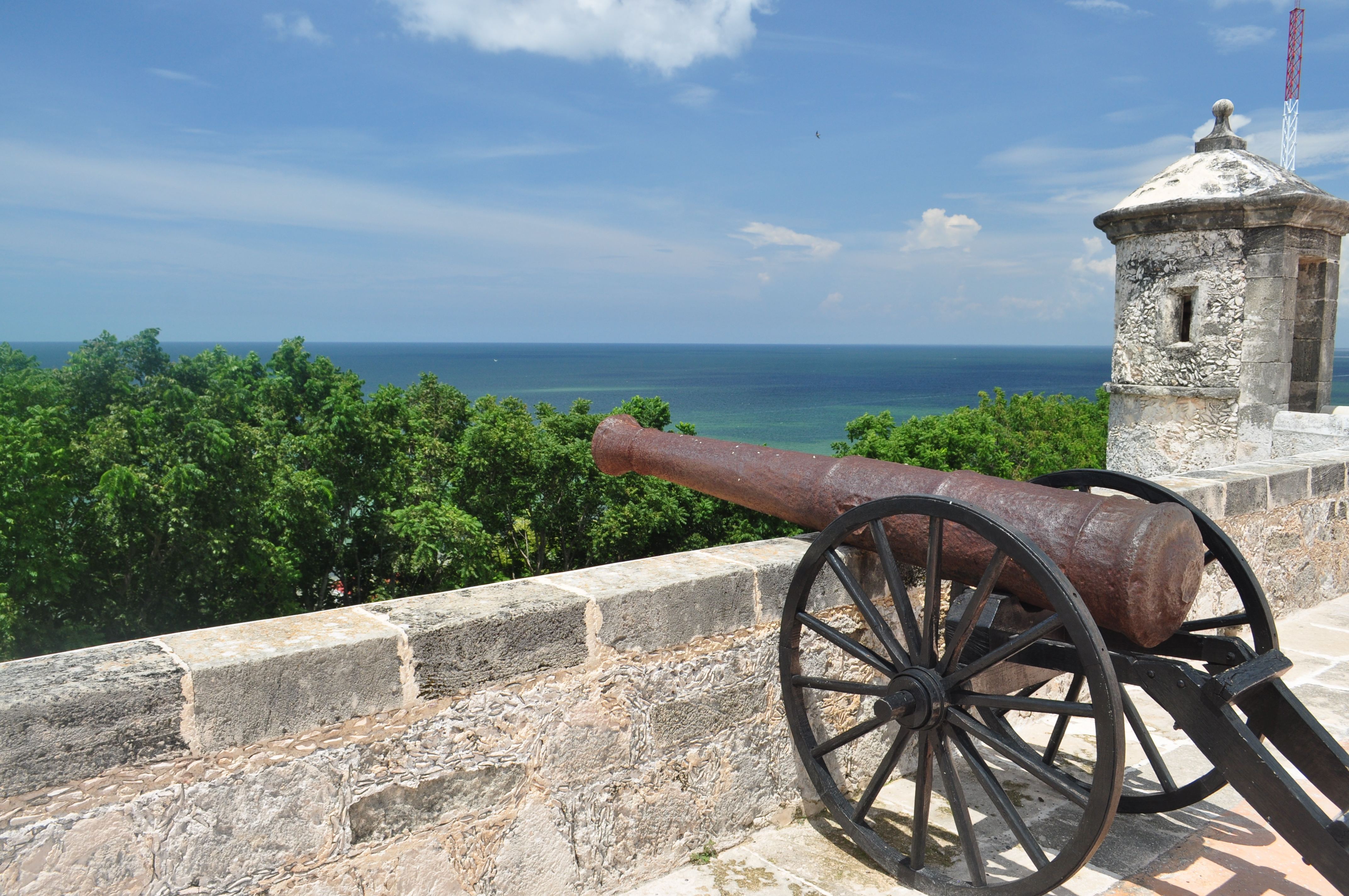
Фортеця міста
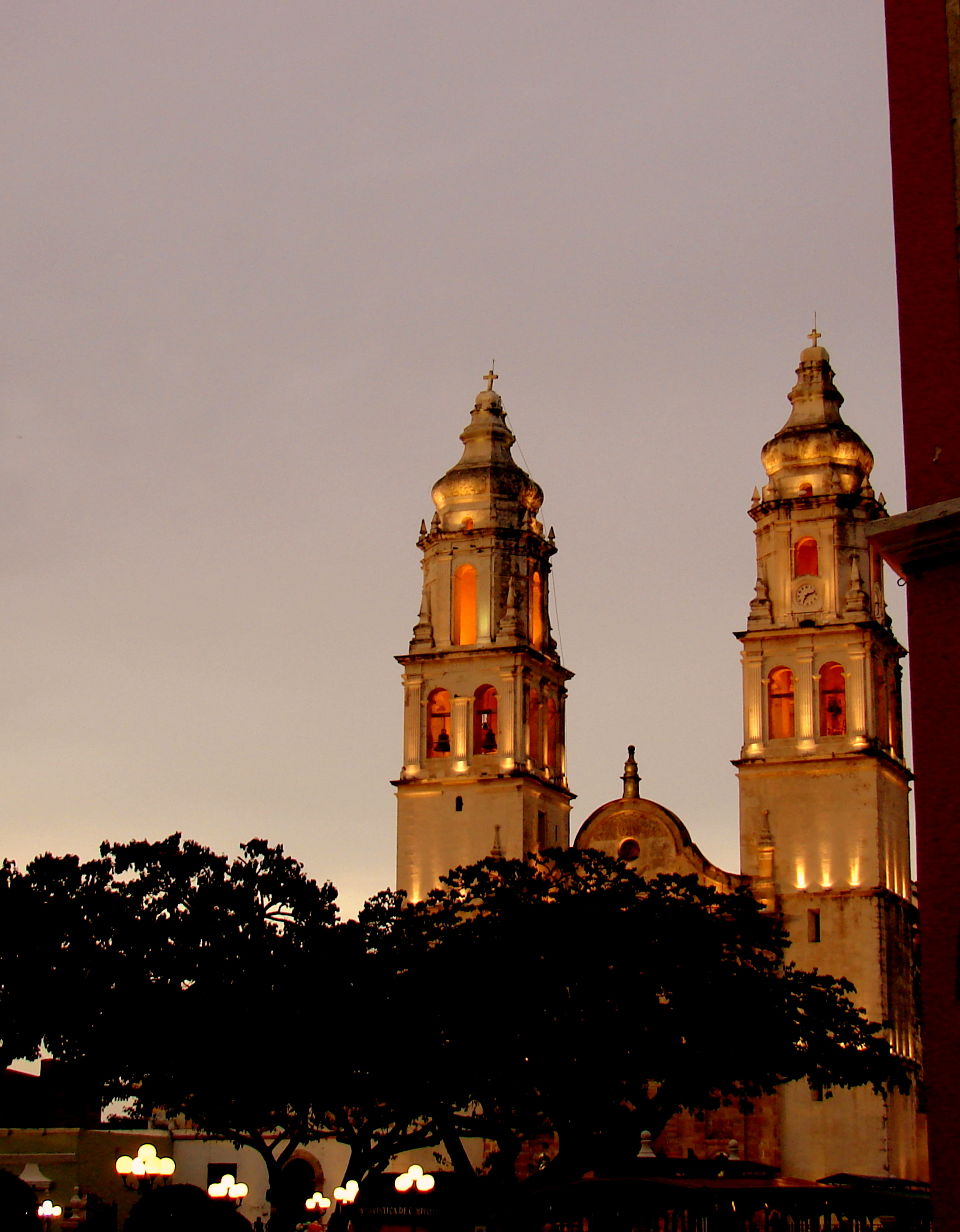
Собор Кампече
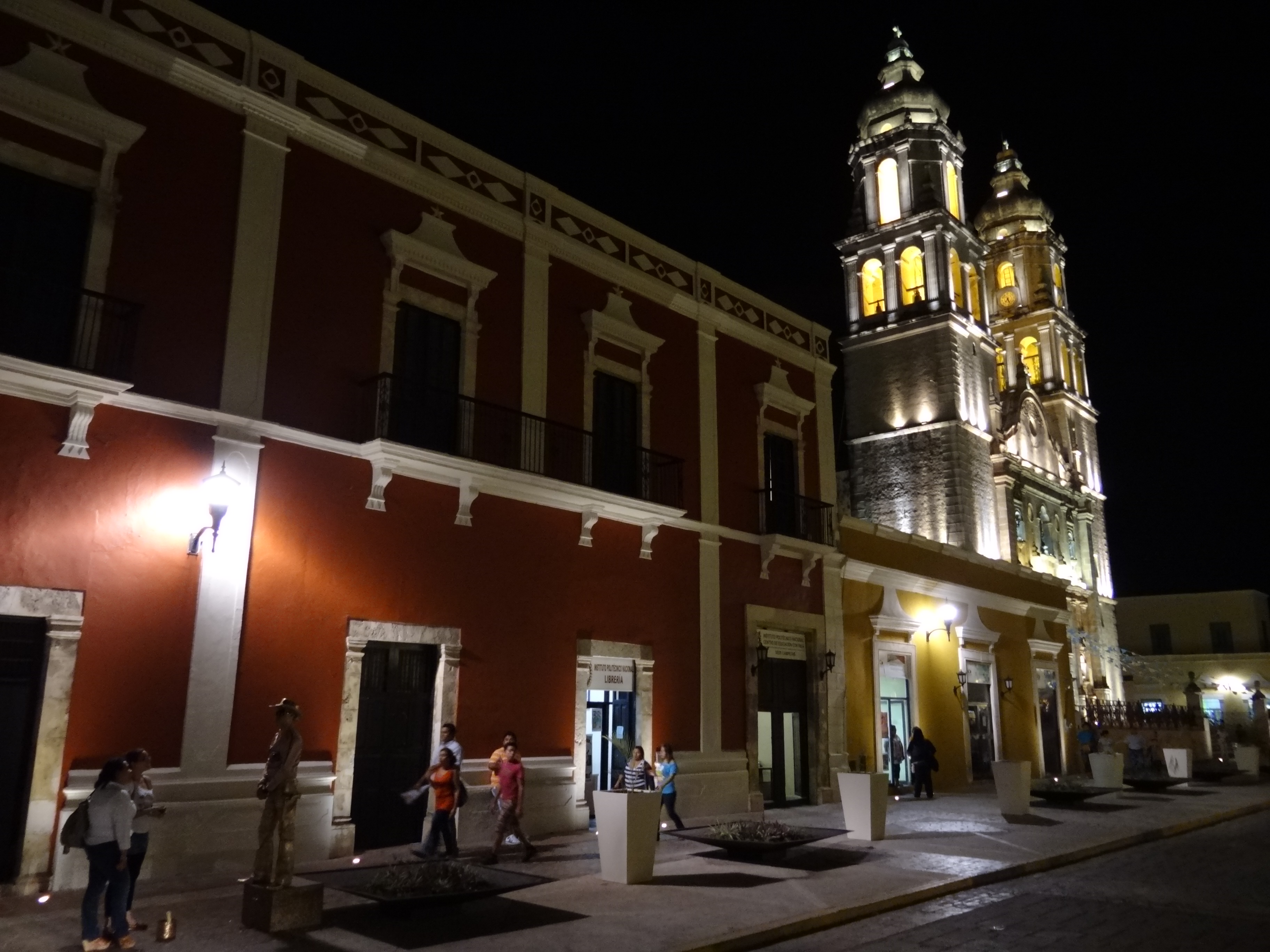
Кампече уночі
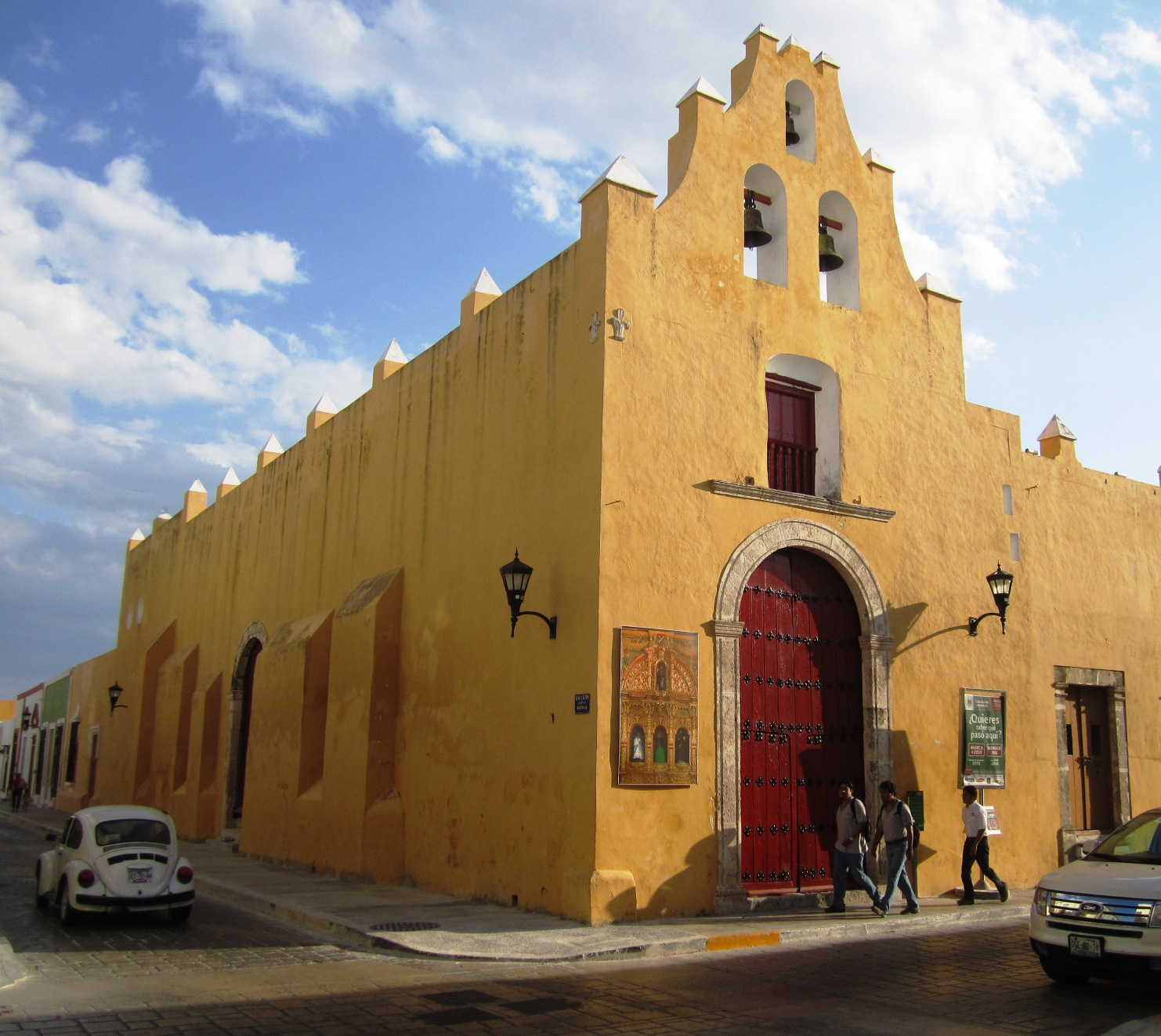
Собор Сан-Франциско
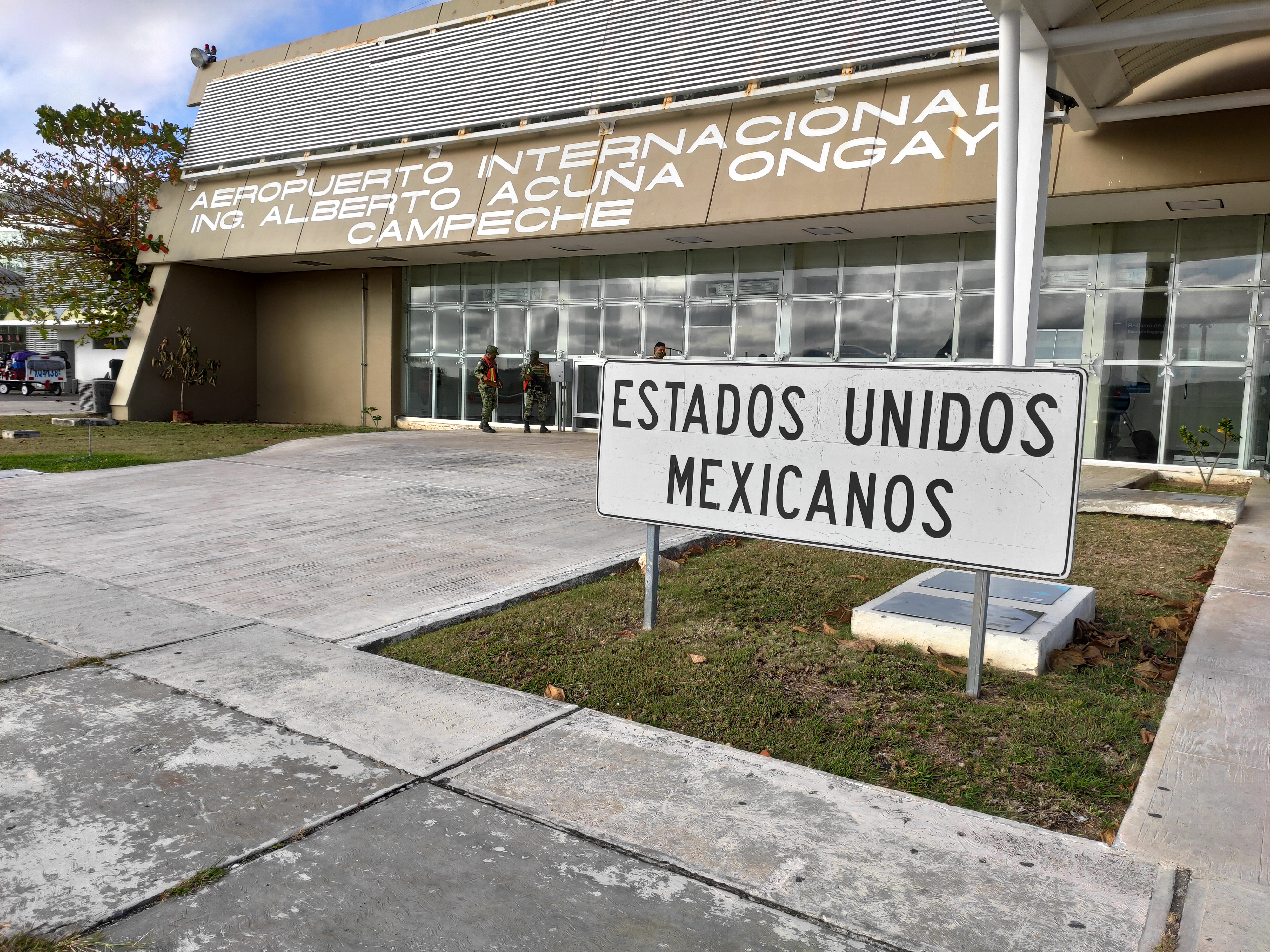
Аеропорт Кампече